# Eloísio Alexsandro da Silva
Eloísio Alexsandro da Silva (Tarumirim, 1970) é um médico brasileiro especializado em urologia. Tornou-se conhecido no Brasil por atuar em cirurgias de redesignação sexual em transexuais. É membro e diretor sul-americano da World Professional Association for Transgender Health (WPATH) e editor da revista Urologia Contemporânea.
Atua ainda como professor da Universidade do Estado do Rio de Janeiro e da Universidade Gama Filho.

## Carreira

### Formação e atuação
Formado em medicina pela Universidade Federal do Espírito Santo, o médico se especializou urologia pediátrica e cirurgia reconstrutora genital nos Estados Unidos, Espanha e Bélgica. É também doutor em medicina (urologia) pela Universidade Federal de São Paulo (2001).
Além de trabalhar no Hospital Universitário Pedro Ernesto e na Santa Casa de Misericórdia do Rio de Janeiro, mantém um consultório privado. Uma vez por ano, ele se junta à organização Médicos sem Fronteiras, na qual opera crianças com anomalias genitais. A ênfase de seu trabalho é na cirurgia reconstrutora urogenital em crianças, adolescentes e adultos.
Em 2003, Alexsandro Silva fez sua primeira cirurgia de transgenitalização (popularmente conhecida como «mudança de sexo») no Hospital Universitário Pedro Ernesto, onde já atuava como urologista. No mesmo ano, decidiu montar o Grupo de Atenção Integral à Saúde das Pessoas que Vivenciam a Transexualidade – GEN, o qual, desde sua criação, já operou oitenta pacientes e tem uma fila de espera em média de dois anos.
Em 29 de maio de 2013 foi feita pela deputada Inês Pandelo uma menção honrosa a seu trabalho na Assembléia Legislativa do Estado do Rio de Janeiro (Alerj), da qual se ressalta o trecho:
«Em março de 2003, Alexsandro montou no Hospital Pedro Ernesto o Grupo de Atenção Integral à Saúde das Pessoas que Vivenciam a Transexualidade, conhecido pela sigla GEN. Desde a sua criação, o GEN atende pessoas das mais diversas idades e profissões. A fila de espera é, em média, de dois anos e inclui transexuais de todo o Brasil. Graças à parceria com a Defensoria Pública do Estado do Rio de Janeiro, alcançada pelo médico, as pacientes, com o laudo da operação, levam de quatro a cinco meses para terem seus novos registros em mãos, completando, assim, o processo de transexualização.»
Como autor, publicou também o livro Transexualidade: Princípios de Atenção Integral à Saúde, pela Santos Editora.

### Reconhecimento
No campo das pesquisas, sua técnica de vulvoplastia (um procedimento que refina a parte interna do assoalho da vulva) foi premiada e reconhecida pela International Society for Sexual Medicine. Outro trabalho seu premiado foi o de reaproveitamento de tecidos do pênis de transexuais (que, em geral, seriam jogados fora) em pacientes mutilados recentemente.